# Henry Moore
Henry Spencer Moore (Castleford, Yorkshire, 30 de juliol de 1898 – Much Hadham, 31 d'agost de 1986) fou un artista i escultor britànic.
Nascut a la població minera de Castleford, a prop de la ciutat de Leeds (Anglaterra), de pare miner, autodidacte i home de lectura, Henry Moore també va significar-se políticament. Membre de l'Associació Internacional d'Artistes, que aixoplugava intel·lectuals d'esquerres adversos al feixisme, va signar un manifest que reclamava la fi de la política de no-intervenció de la Gran Bretanya en la Guerra Civil espanyola. La litografia Spanish prisoner (1939), testimonia el compromís polític de l'autor; el propòsit, estroncat per l'esclat de la Segona Guerra Mundial, era de vendre'n exemplars per recaptar recursos en benefici dels republicans reclosos als camps de concentració.
Interessat de jove per l'escultura, la trajectòria artística de Moore abasta una seixantena d'anys. Va rebre influències diverses, des de les talles dels pobles nadius de l'Àfrica i de l'Amèrica precolombina fins a moviments d'avantguarda com el cubisme i el surrealisme, que conegué a París durant els anys 1920 i 1930. Amb tot, Moore no s'abandonà totalment a cap corrent en concret, sinó que cercà un camí propi, basat en l'observació de la natura, el paisatge i la figura humana, que es traduí en obres vitals, de gran humanitat, que s'adiuen amb una de les seves màximes més cèlebres: «Ser artista és creure en la vida».

## Biografia

### Infància i joventut
Moore va néixer a Castleford, West Yorkshire, Anglaterra fill de Mary Baker i Raymond Spencer Moore. El pare, d'origen irlandès era encarregat i posteriorment sotsgerent de la mina de carbó Wheldale a Castleford. Era un autodidacte amb un interès per la música i la literatura i volia impedir que els seus fills treballessin en les mines, per la qual cosa intentà donar-los una educació formal. Henry va ser el setè de vuit fills d'una família amb certes dificultats econòmiques. Va assistir a l'escola primària de Castleford, on va començar a modelar en fang i talla en fusta infantil i on va decidir fer-se escultor quan tenia onze anys després d'haver escoltat una conferència sobre Michelangelo Buonarroti a l'escola dominical.
Al segon intent va ser acceptat a la Castleford Grammar School, escola on anaven diversos dels seus germans; el director ben aviat es va adonar del seu talent i interès per l'escultura medieval. El seu professor d'art va ampliar els seus coneixements d'art i el va animar a iniciar una carrera artística, en sol·licitar una beca per a l'escola d'art local.
Malgrat les seves aptituds, els pares de Moore estaven en contra d'una formació com a escultor, una vocació que consideraven un treball manual, amb poques perspectives de fer carrera. Moore aviat va esdevenir professor de l'escola on havia assistit. En complir els divuit anys, es va oferir com a voluntari per al servei militar en plena Primera Guerra Mundial. En aquell moment era l'home més jove del seu regiment, i va ser ferit el 1917 en un atac amb gas durant la Batalla de Cambrai. Després de recuperar-se a l'hospital, va passar la resta de la guerra com a instructor físic i només va tornar a França després de la firma de l'armistici. A diferència de molts dels seus contemporanis, l'experiència de Moore durant la guerra va ser relativament tranquil·la. Més tard recordaria, «per mi la guerra va passar mentre tenia la romàntica aspiració d'esdevenir un heroi».

### Inicis com a escultor

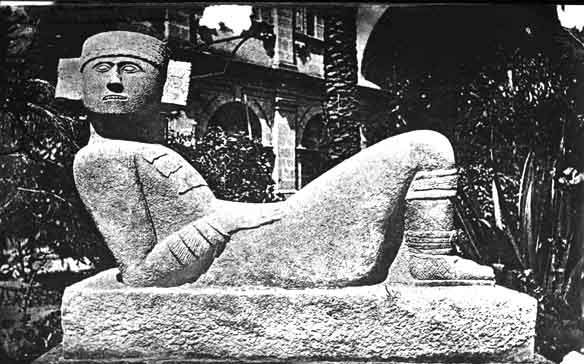
Una estàtua de pedra de Chac Mool al Chichén Itzá, Península de Yucatán (Mèxic). Aquesta figura reclinada va tenir una gran influència en l'obra de Moore.

Després de la guerra, Moore va rebre una concessió com a exmilitar per poder continuar la seva formació i el 1919 va matricular-se a l'Escola d'Art de Leeds, que va inaugurar un taller d'escultura especialment per a ell. A la universitat va conèixer Barbara Hepworth, una companya d'estudis que també es convertiria en una escultora molt reconeguda, i amb qui va començar una amistosa rivalitat professional que duraria molts anys. A Leeds, Moore també va tenir accés a les obres d'art modern de la col·lecció de Sir Michael Sadler, el vicecanceller de la universitat, que van tenir un gran efecte sobre el seu desenvolupament. El 1921, Moore va guanyar una beca per estudiar al Royal College of Art de Londres, juntament amb Hepworth i altres companys de Yorkshire. Mentre va ser a Londres, Moore va poder ampliar els seus coneixements de l'art primitiu i l'escultura a partir de l'estudi de les col·leccions etnogràfiques al Victoria and Albert Museum i el Museu Britànic.
Mentre estudiaven, Moore i Hepworth seguiren l'estàndard victorià romàntic, basat en les formes naturals, els paisatges i el modelat figuratiu d'animals. Més tard Moore es va mostrar incòmode amb els ideals clàssics, la seva posterior familiaritat amb el primitivisme i la influència d'escultors com Constantin Brancusi, Jacob Epstein, Henri Gaudier-Brzeska i Frank Dobson el va portar a adoptar el mètode de la talla directa, en el qual les imperfeccions en el material i marques deixades per les eines es converteixen en part de l'escultura acabada. Després d'haver adoptat aquesta tècnica, Moore es trobava en conflicte amb els tutors acadèmics que no apreciaven aquest enfocament modern. Durant un exercici dirigit per Derwent Wood (professor d'escultura al Royal College), se li va demanar reproduir un relleu en marbre de Domenico Rosselli, La Mare de Déu amb l'Infant, modelant primer el relleu en guix, i després reproduint-lo en marbre utilitzant la tècnica mecànica de «treure punts». Ell, en canvi, va tallar el relleu directament, marcant la superfície per simular les marques de punció que hauria deixat la màquina de copiar.
El 1924, Moore va guanyar una beca de viatge de sis mesos que va passar al nord d'Itàlia estudiant les grans obres de Michelangelo Buonarroti, Giotto di Bondone, Giovanni Pisano i altres mestres clàssics. Durant aquest període també va visitar París, va aprofitar les classes de dibuix de l'Académie Colarossi, i va visitar, al Trocadéro, un motlle de guix d'una escultura tolteca-maia, el Chac Mool, que ja coneixia d'il·lustracions de llibres. La figura jacent tindria un efecte profund en l'obra de Moore que va esdevenir el principal referent de la seva escultura.

### Hampstead

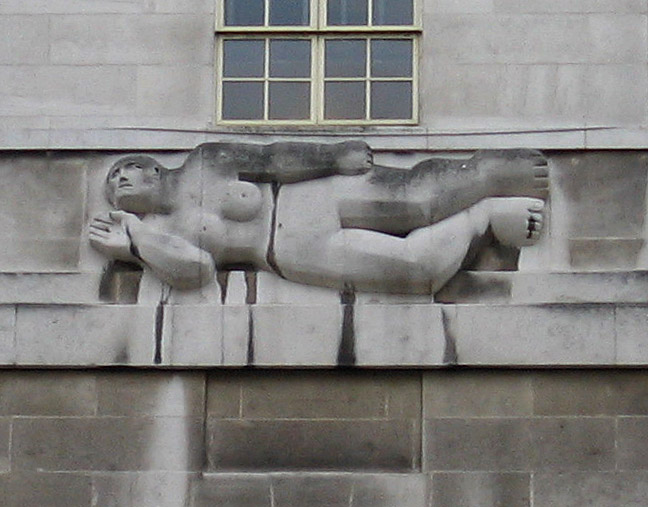
West wind, 1928–29 a 55 Broadway; la primera escultura pública de Moore està feta amb pedra de Portland i mostra la influència de les figures de la Capella funerària dels Mèdici de Michelangelo i de les figures de Chac Mool.

En la seva tornada a Londres, Moore va exercir de professor durant set anys al Royal College of Art. Se'l va reclamar per treballar només dos dies a la setmana, cosa que li va permetre tenir temps per dedicar-se a la seva pròpia obra. El seu primer encàrrec públic, West wind (Vent de l'Oest) (1928-1929), va ser una de les vuit figures dels «Quatre vents» situades a la part alta de les parets de les oficines centrals del Metro de Londres al 55 Broadway. Els altres «vents» van ser tallats per escultors contemporanis com Eric Gill i els de la part inferior van ser fetes per Jacob Epstein. El juliol de 1929, Moore es va casar amb Irina Radetsky, una estudiant de pintura al Royal College. Irina va néixer a Kíev el 1907 de família russo-polonesa. El seu pare no va tornar de la Revolució Russa i la seva mare va ser evacuada a París, on es va casar amb un oficial de l'exèrcit britànic. Van aconseguir enviar a Irina a París un any més tard i va anar a escola fins als setze anys, després dels quals va ser enviada a viure amb uns parents del seu padrastre a Buckinghamshire.
Irina va trobar seguretat en el seu matrimoni amb Moore i aviat va fer de model i posava per a ell. Poc després de casar-se, la parella es va traslladar a un estudi a Hampstead a Parkhill Road NW3, unint-se a una petita colònia d'artistes d'avantguarda instal·lades allà. Poc després, Hepworth i el seu segon marit Ben Nicholson es van traslladar a un estudi a la cantonada de Moore, al mateix barri on també vivien Naum Gabo, Roland Penrose, Cecil Stephenson i el crític d'art Herbert Read, que es referia a la zona com «un niu d'amables artistes». Això va portar a un ràpid i fecund intercanvi d'idees que Read anava donant a conèixer, ajudant a elevar el perfil públic de Moore. L'àrea també va ser un punt de trànsit obligat per a molts artistes refugiats, arquitectes i dissenyadors de l'Europa continental en ruta cap a Amèrica, alguns dels quals encarregarien més tard obres a Moore.
El 1932, després de sis anys fent de professor al Royal College, Moore va acceptar una feina com a cap del Departament d'Escultura de l'Escola d'Art de Chelsea. Artísticament, Moore, Hepworth i altres membres de la Seven and Five Society acabarien desenvolupant un estil abstracte de forma més constant, en part influenciat pels seus freqüents viatges a París i el seu contacte amb els principals artistes progressistes, sobretot Pablo Picasso, Georges Braque, Jean Arp i Alberto Giacometti. Moore va coquetejar amb el surrealisme, unint-se al moviment artístic de Paul Nash Unit One el 1933. El 1934, Moore va viatjar a Espanya, on va visitar entre d'altres Barcelona i el Museu Episcopal de Vic, la cova d'Altamira, que va descriure com la «Reial Acadèmia de pintura rupestre», Madrid, Toledo i Pamplona.
Moore i Nash eren al comitè organitzador de l'Exposició Internacional del Surrealisme, que va tenir lloc a Londres el 1936. El 1937, Roland Penrose va comprar l'obra abstracta Mother and Child de Moore, en pedra, que exhibí al jardí davanter de casa seva a Hampstead. L'obra va provocar polèmica amb altres residents i la premsa local va fer una campanya contra la peça durant dos anys. En aquest moment Moore evolucionà gradualment des de la talla directa a la fosa en bronze, esculpint maquetes provisionals en argila o guix en lloc de fer-ne dibuixos preparatoris.

### Segona Guerra Mundial

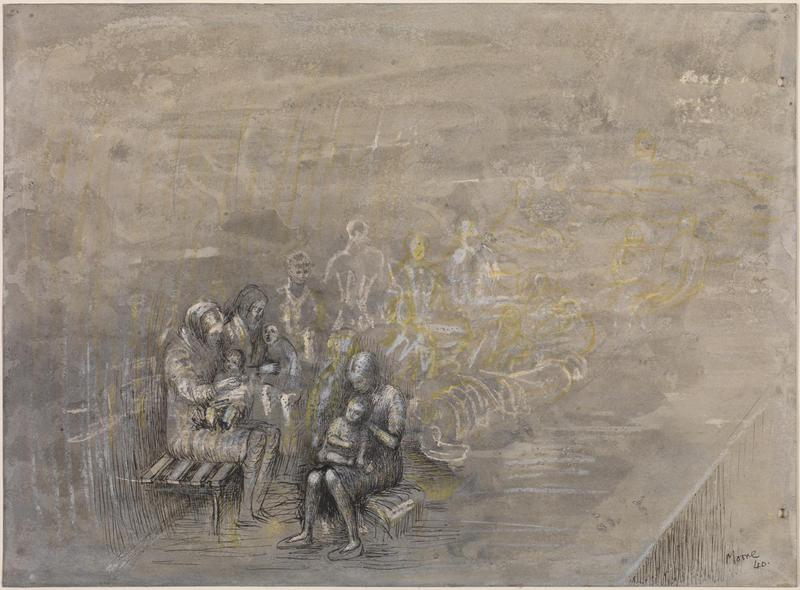
Women and Children in the Tube dibuixada durant el Blitz de 1940.

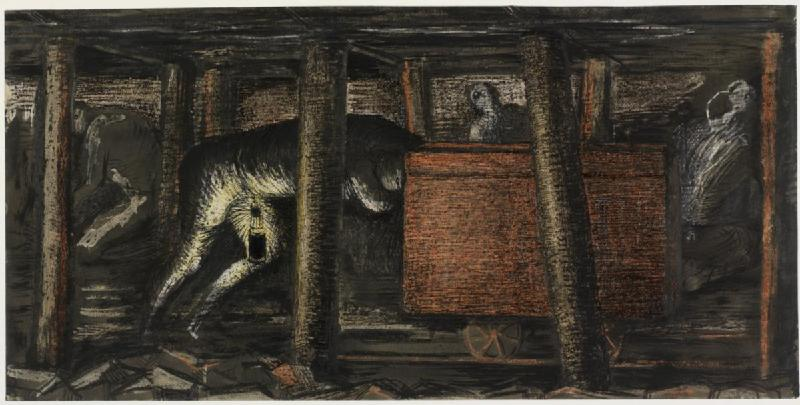
At the Coal Face. A Miner Pushing a Tub (1942)

Aquest període fecund i innovador va veure's interromput per l'esclat de la Segona Guerra Mundial. L'Escola d'Art de Chelsea va ser evacuada a Northampton i Moore va renunciar al seu lloc de professor. Durant el conflicte, Moore va ser contractat com un artista de guerra, en particular per la producció de dibuixos de gran repercussió pels londinencs que dormien al metro de Londres, a l'abric dels bombardejos. L'agost de 1941 també se li va encarregar dibuixar els miners que treballaven sota terra a la mina de carbó de Wheldale a Yorkshire, on el seu pare havia treballat a principi del segle. Mentre que Moore va dibuixar la gent als refugis esperant pacientment, als miners se'ls mostra treballant agressivament les vetes de carbó. Aquests dibuixos van ajudar a impulsar la reputació internacional de Moore, en particular als Estats Units on van estar de gira durant la guerra.
Després que una bomba impactés en una casa de Hampstead, el setembre de 1940, Moore i Irina van marxar de Londres per viure en una casa de camp anomenada Hoglands al llogaret de Perry Green prop de Much Hadham (Hertfordshire), que va ser la seva llar i taller per a la resta de la seva vida. Malgrat que s'enriquí de forma significativa durant els següents anys, Moore mai va sentir la necessitat de traslladar-se a un local més ampli i, a part de la construcció d'una sèrie de dependències i estudis, la casa va canviar poc en aquells anys. El 1943 va rebre un encàrrec de l'Església de Sant Mateu de Northampton per fer una Mare de Déu amb l'Infant, escultura que es convertiria en la primera d'una important sèrie d'obres.

### Darrers anys

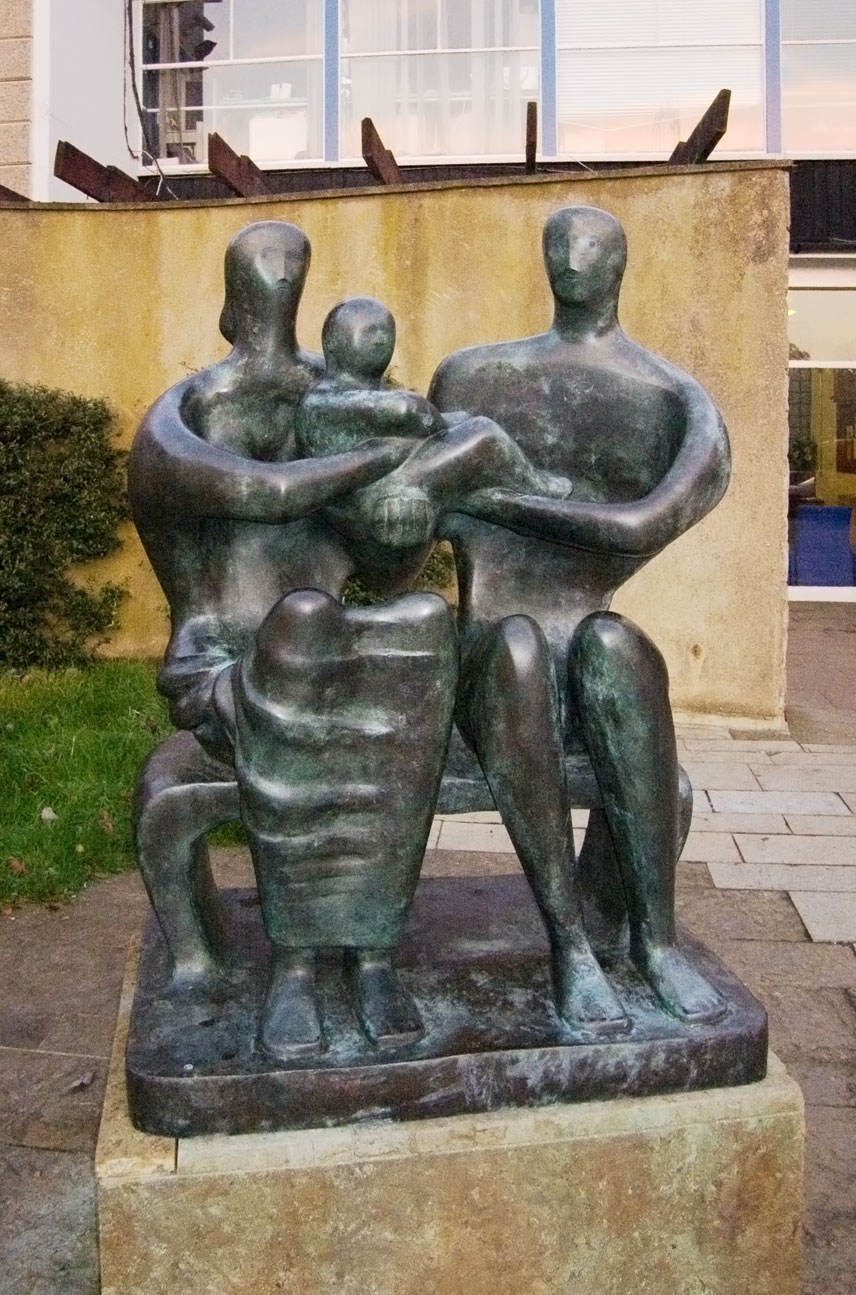
Family Group (1950), a Stevenage, Hertfordshire el primer gran encàrrec de Moore després de la Segona Guerra Mundial

Després de la guerra i després d'haver patit diversos avortaments, Irina va donar a llum a una filla, Mary Moore el març de 1946. Va ser batejada amb el nom de la mare de Moore, que havia mort dos anys abans. Tant la pèrdua de la seva mare com l'arribada del nadó centren els seus pensaments en la família, cosa que va expressar en la seva obra mitjançant la producció de moltes composicions «mare-fill», encara les figures reclinades i les internes/externes també van mantenir la seva popularitat. El mateix any, Moore va fer la seva primera visita als Estats Units amb motiu d'una exposició retrospectiva de la seva obra que es va inaugurar al Museu d'Art Modern de Nova York. A partir dels anys, 1930, Kenneth Clark havia esdevingut sorprenentment un valedor influent de l'obra de Moore, i per mitjà del seu càrrec com a membre del Consell de les Arts de Gran Bretanya va assegurar nombroses exposicions i encàrrecs per a l'artista.
Abans de la guerra, Moore havia tingut contactes amb el professor Henry Morris, que tractava de reformar l'educació amb el seu concepte de Village college. Morris havia contractat Walter Gropius com a arquitecte del seu segon complex a Impington prop de Cambridge, i volia que Moore hi dissenyés una gran escultura pública. L'administració local, però, no podia permetre's fer front al disseny complet de Gropius, i el va retallar quan Gropius va emigrar als Estats Units. A causa d'això, Morris va haver de cancel·lar l'escultura de Moore, que no havia avançat més enllà de l'etapa de maqueta. Moore va ser capaç de reutilitzar el disseny el 1950 per un encàrrec similar davant d'una escola secundària de la ciutat de Stevenage. Aquesta obra anomenada Family Group va ser la primera gran obra pública de bronze a gran escala de Moore. En el grup apareixen els pares amb el fill en braços, sembla que els dos braços dels pares s'ajuntessin i el nen fes un nus amb ells, en definitiva un simbolisme de la família.
En la dècada dels 1950, Moore va començar a rebre encàrrecs cada vegada més importants, incloent-hi una figura reclinada per a l'edifici de la UNESCO a París el 1958. Atès que el nombre d'obres va créixer de forma significativa, va començar a donar feina a un nombre cada cop més gran d'assistents entre els quals hi havia Much Hadham, Anthony Caro i Richard Wentworth. Al campus de la Universitat de Chicago el desembre de 1967, exactament 25 anys després que l'equip de físics liderats per Enrico Fermi aconseguís la reacció nuclear en cadena autosostinguda, es va donar a conèixer l'obra Energia Nuclear de Moore, prop del lloc on s'havien fet els experiments. Aquesta peça de dotze metres d'altura enmig d'una gran plaça oberta sembla representar un núvol de fong coronat per un gran crani humà, però la interpretació de Moore era molt diferent. Una vegada li va dir a un amic que esperava que els espectadors podrien «moure's al seu voltant, mirant a través dels espais oberts, i tenir la sensació d'estar en una catedral». A Chicago, Moore també va commemorar la ciència amb un gran rellotge de sol de bronze, anomenada Man Enters the Cosmos (1980), que li va ser encarregada pel programa d'exploració espacial.
En les tres últimes dècades de la seva vida, Moore va continuar en la mateixa línia; diverses retrospectives més importants van tenir lloc a tot el món, en particular una exposició molt important l'estiu de 1972 als terrenys del Forte di Belvedere amb vistes a Florència. Després del pioner documental Henry Moore, produït per John Lee el 1951, va aparèixer en moltes pel·lícules. El 1964, per exemple, Moore va aparèixer al documental 5 British Sculptors (Work and Talk), del cineasta nord-americà Warren Forma. A final de la dècada de 1970, hi havia unes quaranta exposicions a l'any que mostraven el seu treball. El nombre d'encàrrecs va continuar augmentant i va acabar Knife Edge Two Piece (Fulla de Ganivet, Dues Peces) el 1962 pel Green College, prop del Palau de Westminster a Londres. Segons Moore:
| « | Quan em van oferir el lloc a prop de la Cambra dels Lords […] em va agradar tant que no em vaig molestar a anar a veure un lloc alternatiu a Hyde Park, una escultura solitària es pot perdre en un gran parc. La Cambra dels Lords és un lloc força diferent. És al costat d'un camí per on la gent passeja i hi ha bancs on es pot seure i contemplar-la. | » |

A mesura que la seva riquesa creixia, Moore va començar a preocupar-se pel seu llegat. Amb l'ajuda de la seva filla Maria, va fundar la Henry Moore Trust el 1972, per tal de protegir el seu patrimoni de l'impost sobre successions. El 1977, pagava prop d'un milió de lliures a l'any en impostos sobre la renda, i, per mitigar la seva càrrega fiscal, va fundar la Fundació Henry Moore com una organització benèfica registrada amb Irina i Maria com a fideïcomissaries. La Fundació va ser creada per fomentar l'apreciació pública de les arts visuals i en especial les obres de Moore. Actualment està situada a la seva casa a Perry Green, amb una galeria, un parc amb escultures i un estudi.
El 1979, Henry Moore va tornar-se famós de forma sobtada a l'Alemanya Occidental quan la seva escultura Large Two Forms es va instal·lar a l'esplanada de la Cancelleria alemanya a Bonn, aleshores capital del país. Henry Moore va morir el 31 d'agost de 1986, a l'edat de 88 anys, a casa seva a Much Hadham, Hertfordshire. Fou enterrat al cementiri de Perry Green de la mateixa localitat.

## Pensament
Des de final dels anys 30, Moore va prendre un rol polític actiu, per exemple en suport del bàndol republicà durant la Guerra Civil espanyola, i va planejar un viatge a Espanya l'any 1938 que va ser vetat pel Ministeri d'Afers Exteriors britànic. El crític Chris Stephens destaca la seva dificultat per combinar les idees pacifistes heretades de la seva experiència bèl·lica amb el seu pensament d'esquerres i antifeixista, cosa que es reflecteix en el seu art. Stephens opina que aquestes pulsions l'haguessin portat a allistar-se si hagués sigut més jove.
El professor John Molyneux opina que la seva rebel·lia i radicalisme de joventut es van anar apagant i que Moore va acabar esdevenint un artista del sistema després guanyar una gran popularitat durant la Segona Guerra Mundial. Malgrat això, afirma que va respondre amb gran força i sensibilitat a la pobresa i les privacions que va veure durant el conflicte.
D'altra banda, la crítica d'art Sue Hubbard opina que es va mantenir fidel a les seves arrels d'esquerres, fins i tot comunistes, que són la clau per entendre gran part del seu art. Destaca que el seu pensament es va veure galvanitzat per l'ascens del feixisme a Espanya i Alemanya i més tard per l'ansietat provocada per l'amenaça nuclear de la Guerra Freda.

## Obra

### Estil

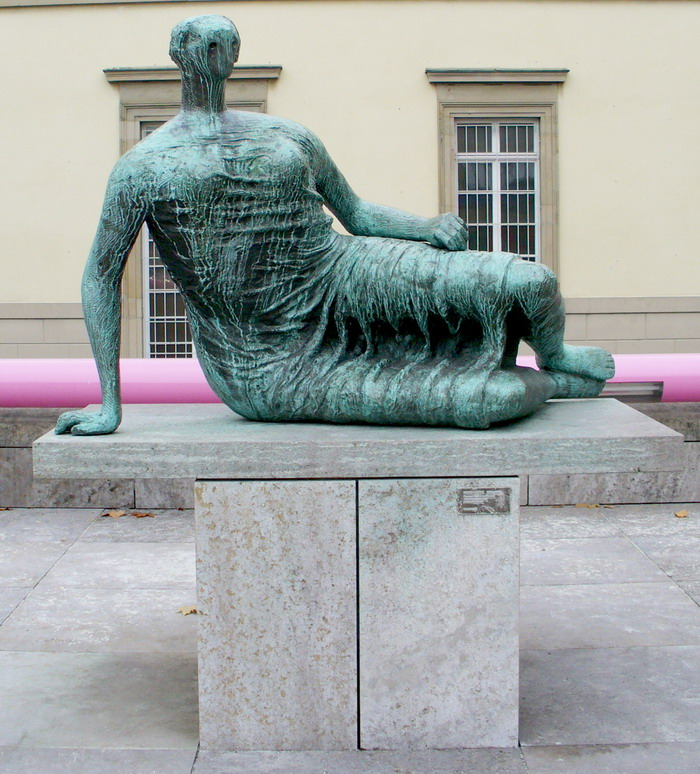
Una de les primeres figures reclinades de 1957 (Die Liegende) a Stuttgart (Alemanya)

Les seqüeles de la Segona Guerra Mundial, l'Holocaust, i l'era de la bomba atòmica van inculcar en l'escultura de mitjan dècada de 1940 la sensació que l'art havia de tornar als seus orígens preculturals i preracionals. En la literatura de l'època, escriptors com Jean-Paul Sartre van advocar per una filosofia reduccionista similar. En un discurs de presentació a la ciutat de Nova York per a una exposició d'un dels millors escultors modernistes, Alberto Giacometti, Sartre va parlar de «El principi i la fi de la història». El sentiment de Moore que el Regne Unit havia ressorgit invicta del setge va portar a un enfocament en peces que es caracteritzen pels conceptes de resistència i continuïtat.
La figura reclinada ha esdevingut la signatura de Moore. L'exploració de Moore d'aquesta forma, sota la influència de la figura tolteca-maia que havia vist al Louvre, el va portar a incrementar l'abstracció mentre se centrava cap en l'experimentació amb els elements de disseny. Les figures reclinades inicials de Moore tracten principalment de la massa, mentre que les posteriors contrasten els elements sòlids de l'escultura amb l'espai, no només al voltant d'ells, sinó també a través d'ells, ja que solen tenir diverses obertures.
Les figures inicials van ser perforades d'una manera convencional, a través de les extremitats doblegades, separades i unides de nou amb el cos. Les últimes, més abstractes, sovint són travessades per forats directament a través del cos, de manera que Moore explora i alterna formes còncaves i convexes. Aquestes perforacions més extremes es desenvolupen en paral·lel amb les escultures de Barbara Hepworth. Hepworth va perforar per primer cop un tors després de llegir malament una crítica d'una de les primeres exposicions de Henry Moore. La figura en guix Reclining Figure: Festival de 1951, exposada a la Tate, és característica de les escultures posteriors de Moore, una figura femenina abstracta en la qual s'intercalen amb buits. Igual que gran part del treball de postguerra, hi ha diversos motlles de bronze d'aquesta escultura. Quan la neboda de Moore li va preguntar per què les seves escultures tenien títols tan simples, va respondre:
| « | Tot l'art ha de tenir un cert misteri i hauria de fer preguntes a l'espectador. Donar a una escultura o a un dibuix un títol massa explícit un li treu part d'aquest misteri perquè l'espectador passa a la següent objecte, sense fer cap esforç per reflexionar sobre el significat del que acaba de veure. Tots pensen que ja l'han vist però, ja saps, en realitat no és així. | » |

Els primers treballs de Moore es basen en la talla directa, en què la forma de l'escultura evoluciona a mesura que l'artista treballa el bloc. En la dècada de 1930, la transició de Moore cap a l'art modern es fa en paral·lel a la de Barbara Hepworth i tots dos van intercanviar idees entre si i amb diversos artistes que aleshores vivien a Hampstead. Moore va fer molts esbossos i dibuixos preparatoris per a cada escultura. La majoria d'aquests quaderns han sobreviscut i proporcionen informació sobre el desenvolupament de Moore. Va donar una gran importància al dibuix, i fins i tot quan es va fer gran i patia d'artritis, va continuar dibuixant.

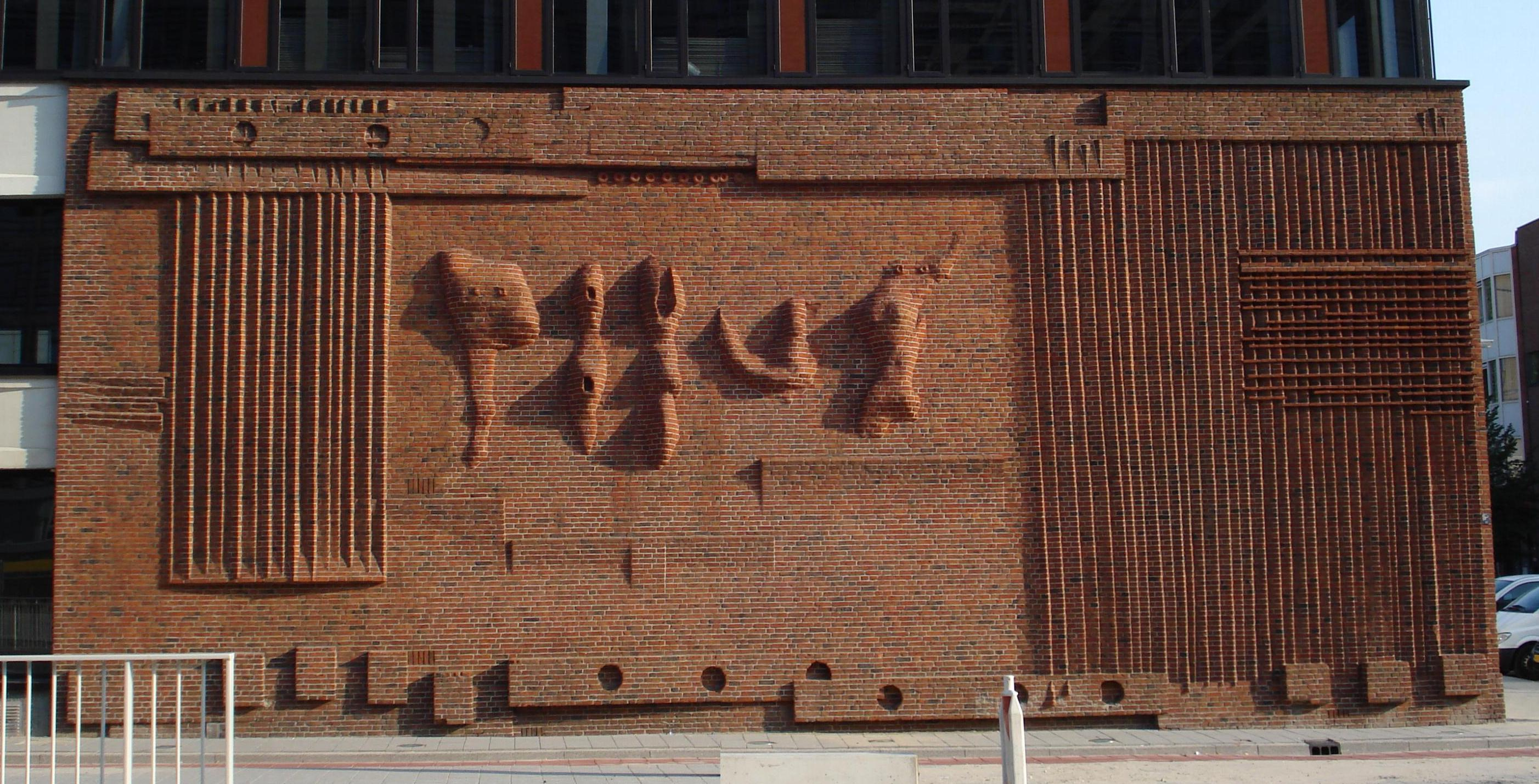
Wall Relief No. 1 (1955) al Bouwcentrum de Rotterdam (Països Baixos)

Després de la Segona Guerra Mundial, els bronzes de Moore van evolucionar cap a una escala més gran, de manera que el va ser especialment adequat per encàrrecs d'art públic. Per una qüestió de practicitat, va abandonar en gran part la talla directa, i va contractar diversos assistents per ajudar-lo a produir les figures més grans a base de maquetes. A final de la dècada de 1940, cada vegada produïa més escultures mitjançant l'elaboració de la forma en argila o guix abans de produir el treball final en bronze amb la tècnica de la cera perduda. Aquestes maquetes sovint començaven com petites formes modelades per les mans, un procés que dona a la seva obra una sensació orgànica. Per les seves obres més grans, generalment creava un model de treball a la meitat d'escala abans de l'ampliació per al modelat final i la fosa de bronze. Moore sovint retocava la forma final de guix i afegia marques de la superfície abans de la fosa.
A casa seva a Much Hadham, Moore va col·leccionar objectes naturals, cranis, trossos de fusta, pedres, roques i petxines que feia servir com a font d'inspiració per a les formes orgàniques. En l'explicació que va donar Moore sobre això, va quedar clar que hi ha formes universals en les quals l'escultor pot basar el seu treball i se suggereixen com per accident, però en pot escollir d'altres conscientment per desenvolupar-les.
| «                                                | Encara que el que més profundament m'interessa sigui la figura humana, sempre he prestat gran atenció a les formes naturals com ara ossos, petxines, pedres, etc. De vegades he tornat en anys successius al mateix lloc de la costa, i cada any m'ha cridat l'atenció una nova forma de pedra que l'any anterior, encara que hi havia centenars d'elles, mai no vaig veure. Entre les milions de pedres que trobo en passar caminant per la vora de mar, escullo mirar amb emoció només aquelles que coincideixen amb el meu «interès formal» del moment. És diferent si m'aturo a examinar-ne un grapat elles, una per una. Puc ampliar aleshores la meva «experiència formal», donant a la meva ment «temps per ser condicionada per una nova forma» | » |
| — Henry Moore, The Listener. 18 d'agost de 1937. | |   |

Moore va produir almenys tres exemples significatius d'escultura arquitectònica durant la seva carrera. El 1928, malgrat les seves pròpies i autodenominades «reserves extremes», va acceptar el seu primer encàrrec públic en la creació de West Wind per la central del metro de Londres al 55 Broadway, com també van fer Jacob Epstein i Eric Gill. El 1953, va completar una pantalla de formigó de quatre parts per a l'edifici Time-Life al carrer New Bond Street de Londres, i el 1955 va crear la seva única obra en maó tallat, Wall Relief a la Bouwcentrum a Rotterdam. El relleu de maó va ser esculpit amb 16.000 maons per dos paletes neerlandesos sota la supervisió de Moore.

### Exposicions
La primera exposició d'escultures en solitari de Moore es va celebrar a la Warren Gallery de Londres el 1928. La seva primera retrospectiva va tenir lloc al Temple Newsam de Leeds, el 1941. La seva primera gran retrospectiva a l'estranger es va fer al Museu d'Art Modern de Nova York el 1946. Moore va ser un dels artistes destacats del Festival de la Gran Bretanya de 1951 i del documenta 1 el 1955. Les seves escultures i dibuixos han estat objecte de nombroses exposicions i retrospectives de museus com la Galeria Whitechapel de Londres (1957) o la Tate Gallery (1968), el Forte di Belvedere de Florència (1972), la Tate Gallery i la Serpentine Gallery de Londres amb motiu del vuitantè aniversari de l'artista (1978), el Metropolitan Museum of Art de Nova York (1983), el Parc d'Escultures de Yorkshire, Wakefield (1987), la Royal Academy of Arts de Londres (1988), el Museu d'Art de Shanghai (2001), la National Gallery of Art de Washington (2001), el Museu d'Art Didrichsen de Hèlsinki (2008) el Reial Jardí Botànic de Kew de Londres (2007-08) la Tate Britain (2010) i el Museu del Kremlin de Moscou (2012). A Barcelona se'n va poder veure una exposició a la Fundació Miró el 1981 i al CaixaForum el 2006.

### Col·leccions
La col·lecció més gran del món de l'obra de Moore oberta al públic està allotjada a la casa i els jardins de la finca de setze hectàrees, de la que va ser casa de l'artista durant quaranta anys, a Perry Green (Hertfordshire). La finca i la col·lecció són propietat de la Fundació Henry Moore.
El Centre d'Escultura de Henry Moore a la Galeria d'Art d'Ontario de Toronto va obrir les portes el 1974. Comprèn la col·lecció més gran pública de l'obra de Moore del món, la major part donades per ell mateix entre 1971 i 1974. La Three Way Piece No. 2 (The Archer) s'exposa també a la Plaça Nathan Phillips al Toronto City Hall des de 1965.

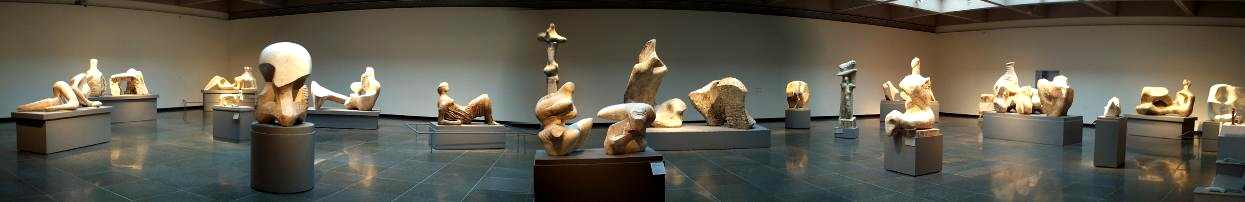
La Galeria d'Art d'Ontario conté la col·lecció pública més gran d'obres de Moore del món.

### Cotització
Al final de la seva carrera, Moore era l'artista viu més cotitzat. El 1982, quatre anys abans de morir, Sotheby a Nova York va vendre una Figura reclinada de 1945, per 1,2 milions de dòlars al col·leccionista Wendell Cherry. Encara que es va establir un rècord de cotització de 4,1 milions de dòlars el 1990, posteriorment aquesta es va desplomar durant la recessió. Més tard una altra Figura reclinada de 1951 es va vendre per 19,1 milions de lliures a Christie, que en va ferel segon artista britànic del segle xx més car, després de Francis Bacon.

## Llegat

### Influència

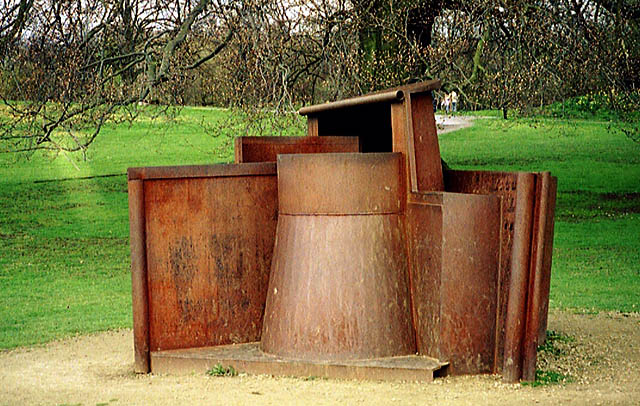
Dream City d'Anthony Caro (1996) a Yorkshire

La majoria dels escultors que van sorgir entre l'apogeu de la fama de Moore i la seva mort van haver de créixer a la seva ombra. A final de la dècada de 1940, Moore era una celebritat a tot el món, era la veu de l'escultura britànica, i de la modernitat britànica en general. La nova generació va veure com se la comparava constantment amb ell, i va reaccionar qüestionant el seu llegat, les seves credencials del «sistema» i la seva posició. Com a exemple d'això, a la Biennal de Venècia de 1952, vuit nous escultors britànics van produir un treball anomenat Geometry of Fear (Geometria de la Por) com un contrast directe amb els ideals de Moore de la Resistència i la Continuïtat.
No obstant això, Moore va tenir una influència directa sobre diverses generacions d'escultors tant britànics com internacionals. Entre els artistes que n'han reconegut la importància en la seva feina hi ha Sir Anthony Caro, Phillip King i Isaac Witkin, tots tres assistents de Moore. També treballaren sota la seva influència artistes com Helaine Blumenfeld, Drago Marin Cherina, Lynn Chadwick, Eduardo Paolozzi, Bernard Meadows, Reg Butler, William Turnbull, Robert Adams, Kenneth Armitage o Geoffrey Clarke.

### Controvèrsia

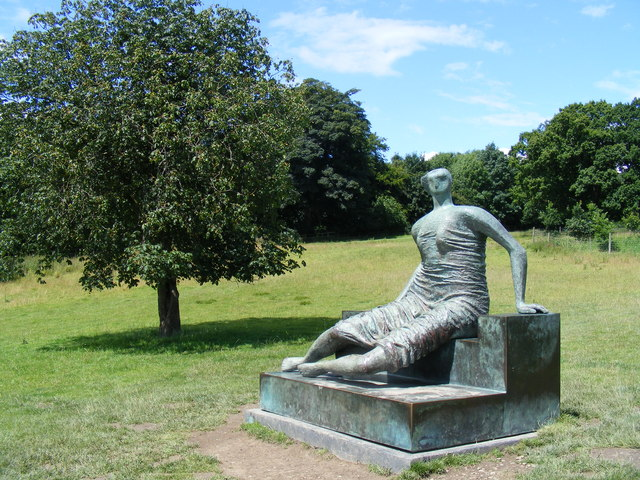
Draped Seated Woman (1957-58) a Yorkshire

El treball de Moore ha estat sovint objecte d'actes de vandalisme, especialment a Europa i Amèrica. La seva obra King and Queen (1952-1953) situada a Dumfries a Escòcia va ser decapitada el 1995 i d'altres van ser empastifades amb pintura blava a Leeds. Una de les seves figures reclinades va ser decapitada al Museu d'Art Modern de Nova York, la seva Spindle Piece (1968-1969) va ser objecte de vandalisme amb cadenes de metall a Houston, i una altra Seated Woman (1957-1958) va ser embrutada amb brea i plomes a Alemanya.
El 2012, el consell del districte de Tower Hamlets a Londres va anunciar els seus plans de vendre una altra versió de Draped Seated Woman, una escultura de bronze d'1,6 tones. Moore, un socialista declarat, havia venut l'escultura per una petita fracció del seu valor de mercat a l'anterior govern amb el benentès que es mostraria en un espai públic i podria enriquir les vides d'aquells que vivien en una zona socialment desfavorida. Amb el sobre nom d'Old Flo va ser instal·lada a Stifford el 1962, però va ser vandalitzada i traslladada al Parc d'Escultures de Yorkshire el 1997. El Consell de Tower Hamlets, posteriorment va considerar moure-la a un recinte privat a Canary Wharf, però va preferir «explorar opcions» per a una venda. En resposta a l'anunci es va publicar una carta oberta a The Guardian, signada per Mary Moore, la filla de l'artista, per Sir Nicholas Serota, director de la Tate Gallery, pel cineasta Danny Boyle i d'artistes com Jeremy Deller. La carta deia que la venda «va en contra de l'esperit de la venda inicial de Henry Moore».

### Interès popular
En l'actualitat, la Fundació Henry Moore gestiona l'antiga casa de l'artista a Green Perry a Hertfordshire com una destinació turística, amb setanta hectàrees de terreny de l'escultura, així com la seva casa restaurada i diversos estudis. També dirigeix l'Institut Henry Moore a Leeds, que organitza exposicions i activitats internacionals de recerca d'escultura. L'interès popular en l'obra de Moore va semblar haver disminuït durant un temps al Regne Unit però es va revifar posteriorment amb exposicions com la de la Tate Britain el 2010 i la de Moore, Kew i Hatfield el 2007 i 2011 respectivament. La Fundació ha exercit un important paper en la promoció de l'art contemporani al Regne Unit i a l'estranger a través de les seves beques i programes d'exposicions.

## Premis i reconeixements
El 1948, Moore va guanyar el Premi Internacional d'Escultura a la Biennal de Venècia. Va rebutjar el títol de cavaller el 1951 perquè creia que si li atorgaven, això el portaria a ser considerat una figura del «sistema» i que «aquest títol podria tendir a separar-lo dels companys artistes que treballaven amb els mateixos objectius que ell». No obstant això va rebre l'Orde dels Companys d'Honor el 1955 i l'Orde del Mèrit el 1963.
Va ser administrador tant de la National Gallery com de la Tate Gallery. La seva proposta que una ala d'aquesta última s'hauria de dedicar a les seves escultures, va despertar l'hostilitat entre alguns artistes. El 1975, va esdevenir el primer president de la Societat Turner, que havia estat fundada per fer campanya per un museu independent on es pogués reunir tot el llegat de Joseph Mallord William Turner, un objectiu desestimat per la National Gallery i la Tate Gallery.
Donat a la «Ciutat de Londres» per la Societat d'Art Contemporani Moore el 1967, Knife Edge Two Piece 1962–65 es mostra a Abingdon Street Gardens, davant del Parlament del Regne Unit on apareix de forma regular al fons dels reportatges televisats des de Westminster que en fa la peça més destacada de Moore a Gran Bretanya. La propietat de l'obra va estar en disputa fins a la seva adquisició de 2011 per la Col·lecció d'Art del Parlament.
També va rebre el Premi Erasmus per la seva contribució a la construcció d'Europa.

## Galeria

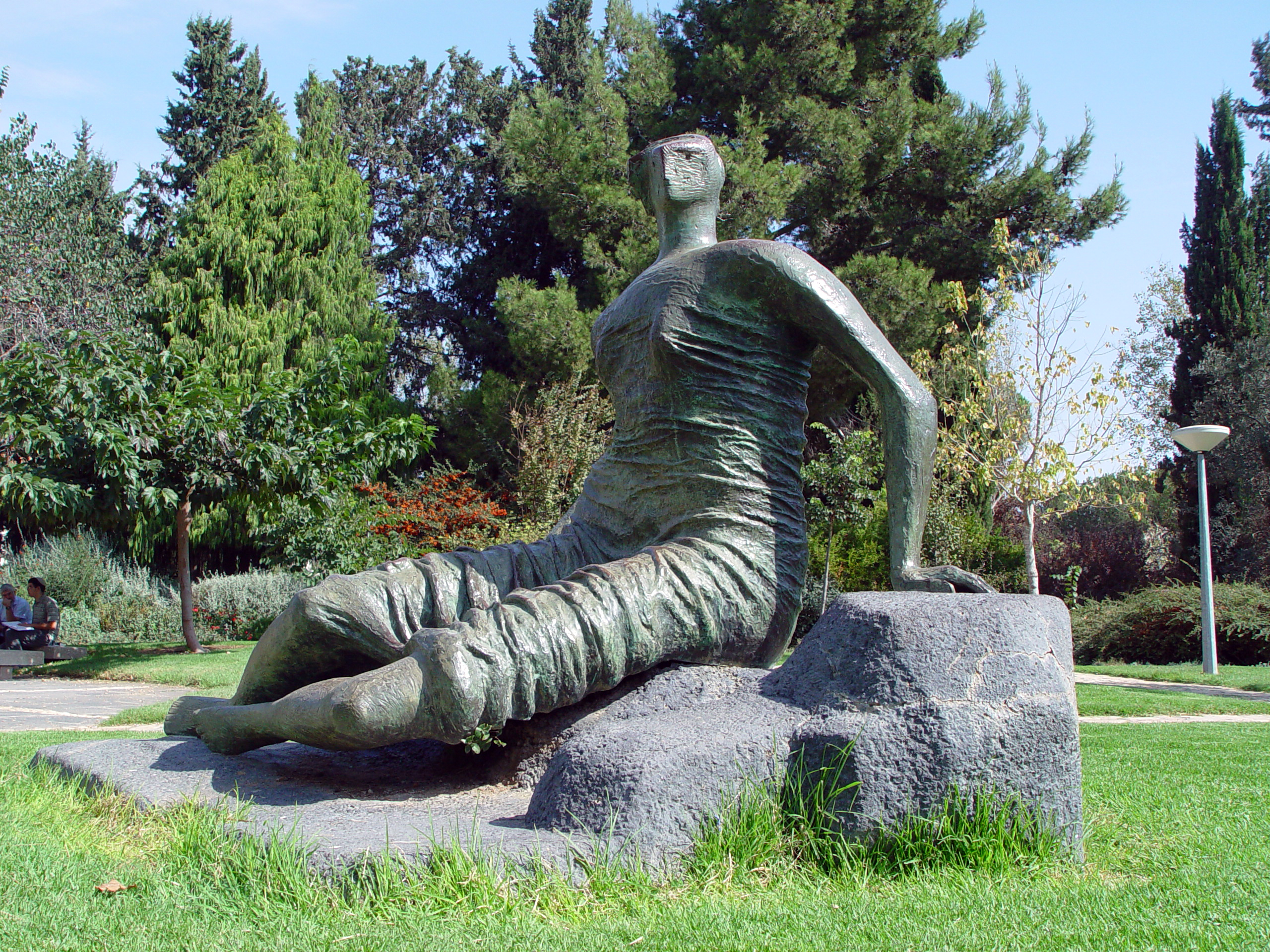
Draped Seated Woman, (1957–58), Universitat Hebrea de Jerusalem
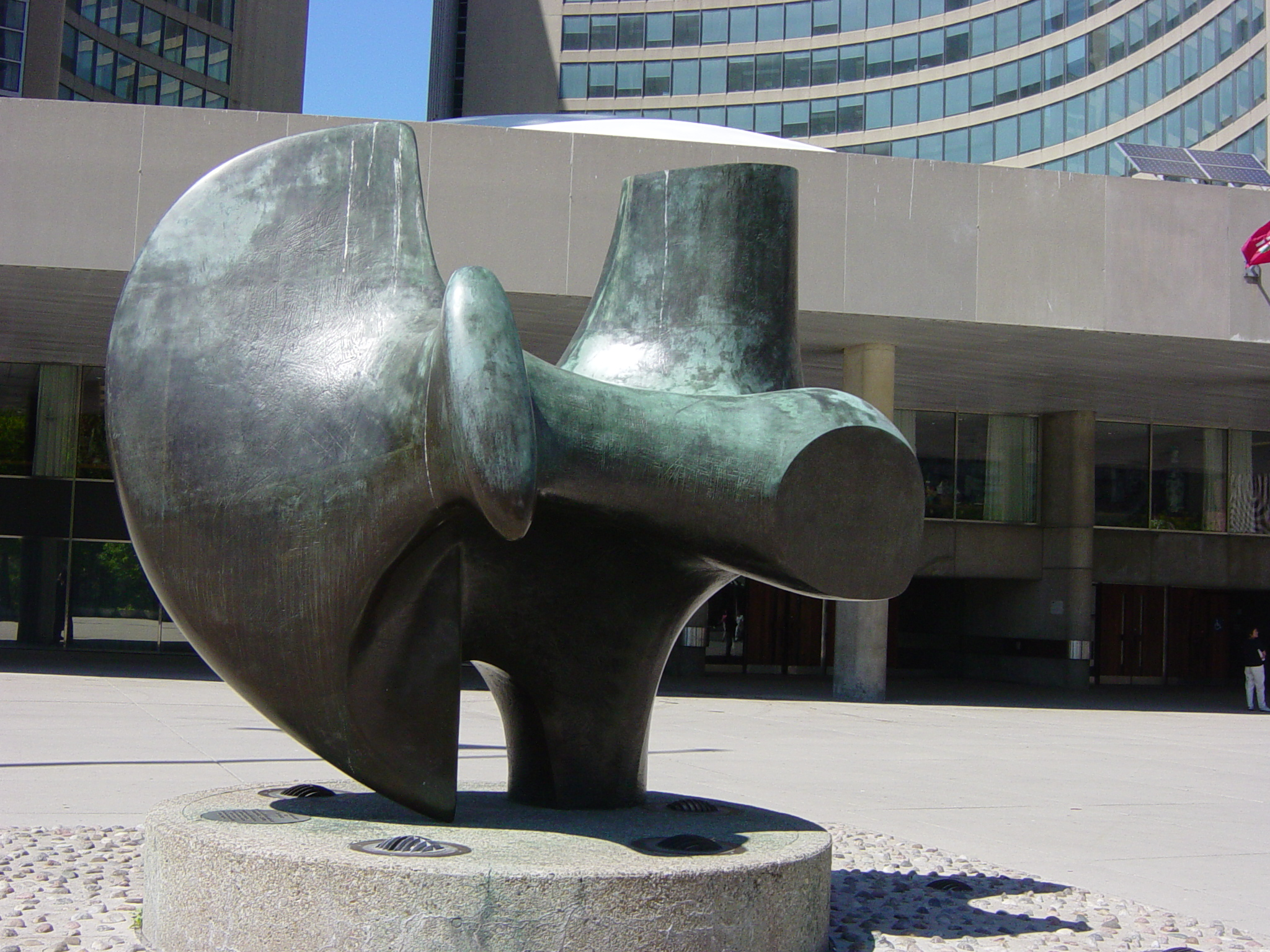
Three Way Piece No. 2 (The Archer), (1964–65), Plaça de Nathan Phillips, Toronto City Hall
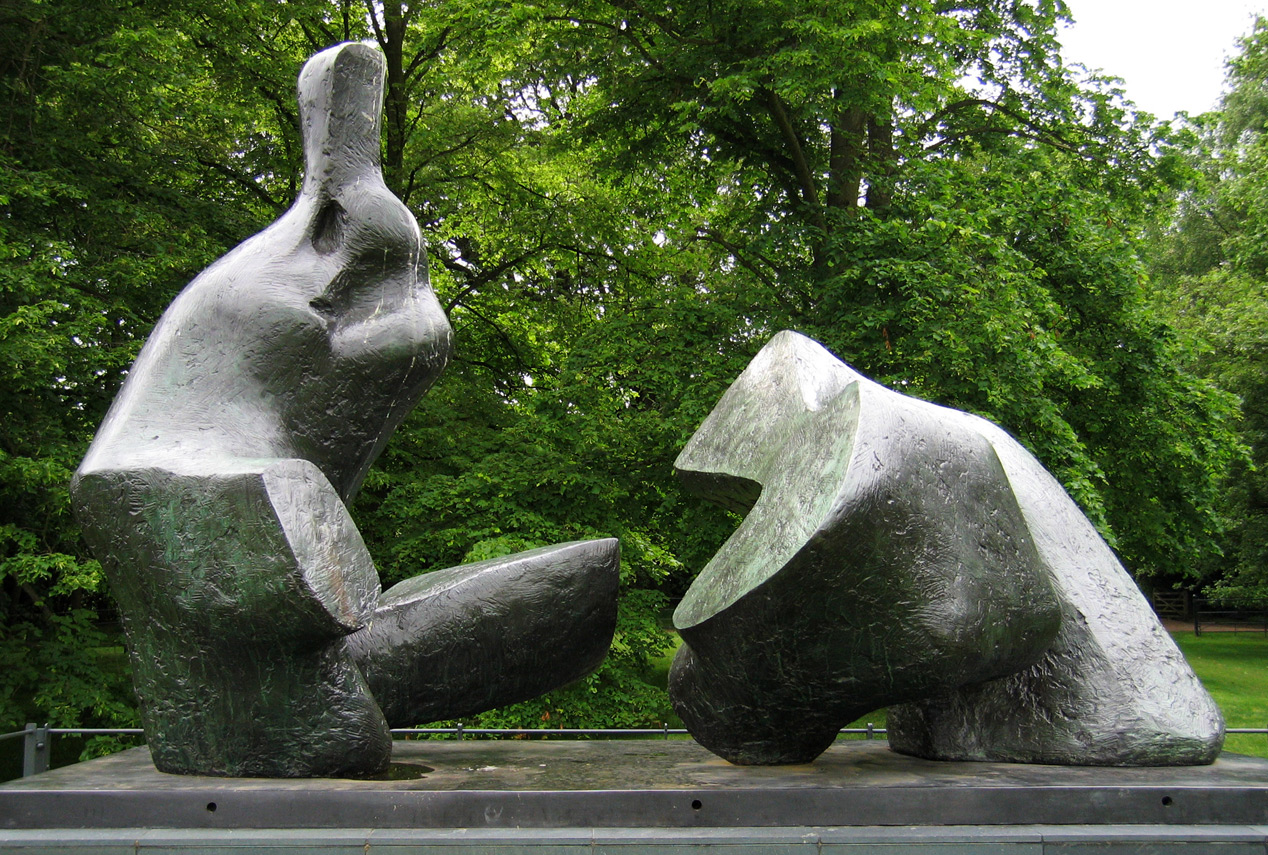
Two Piece Reclining Figure No. 5, bronze, (1963–64), Kenwood House grounds, Londres
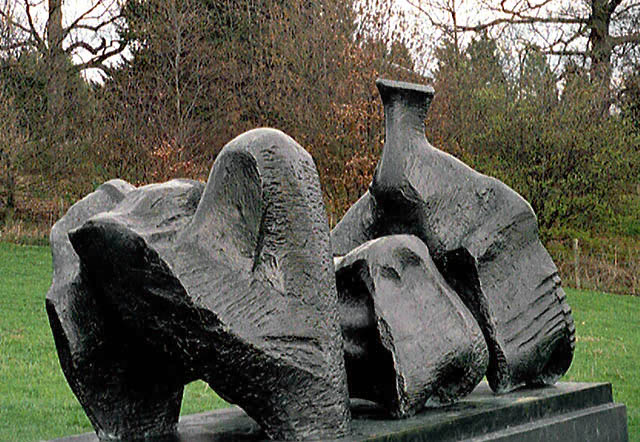
Three Piece Reclining figure No.1, (1961), Parc d'escultures de Yorkshire
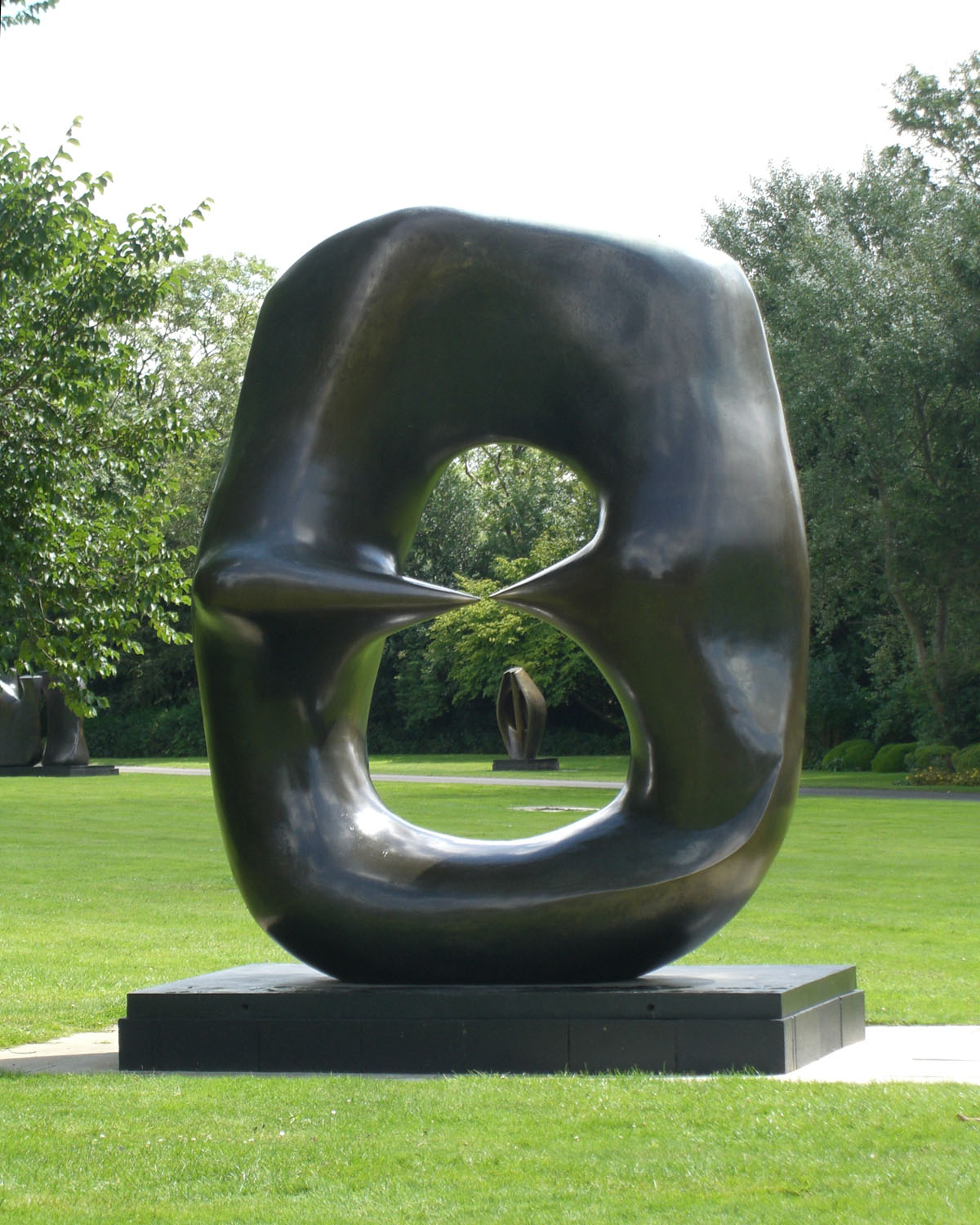
Oval with Points, (1968–70), Parc d'escultures de Yorkshire
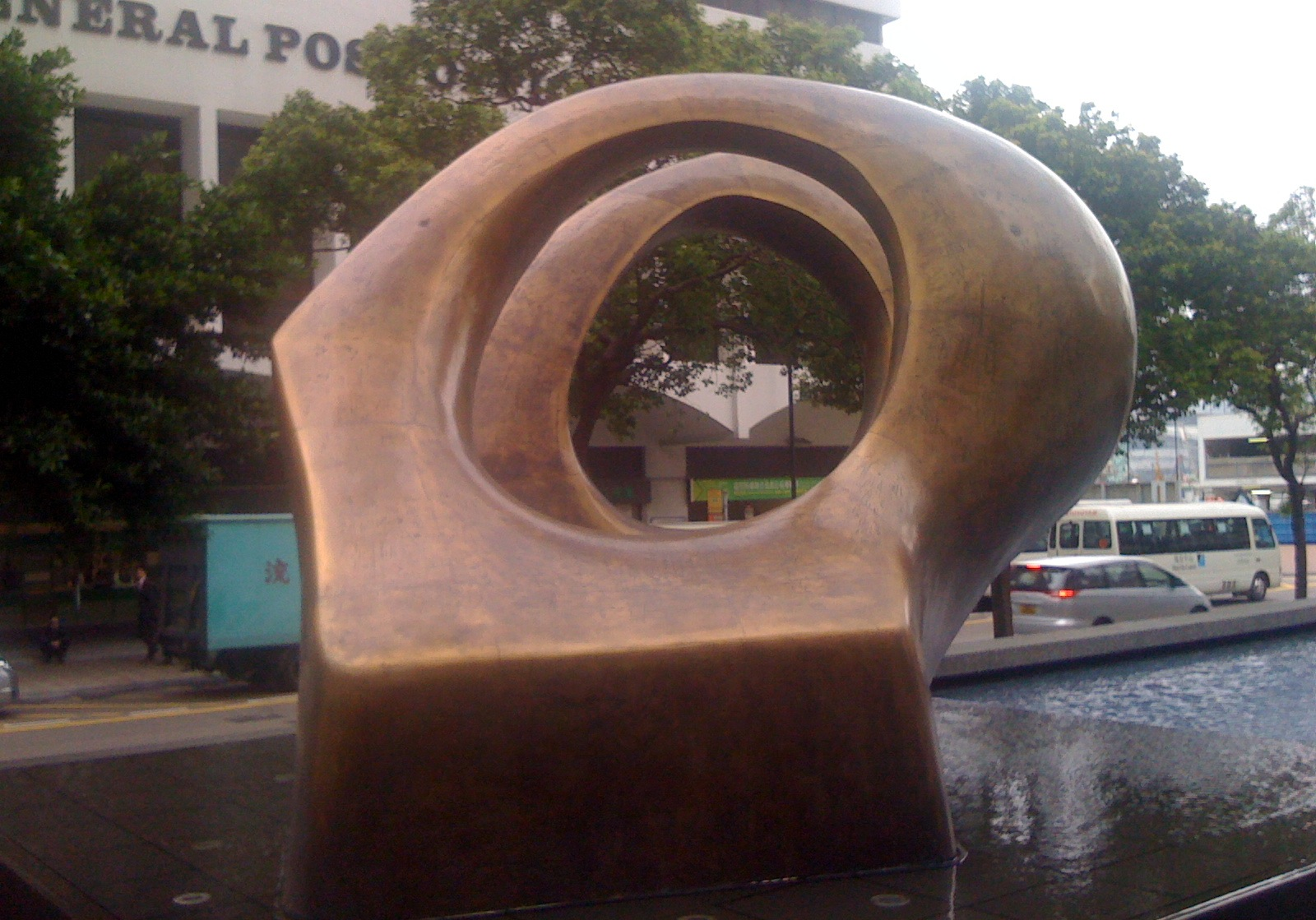
Double Oval, 1977, Jardine House, Hong Kong
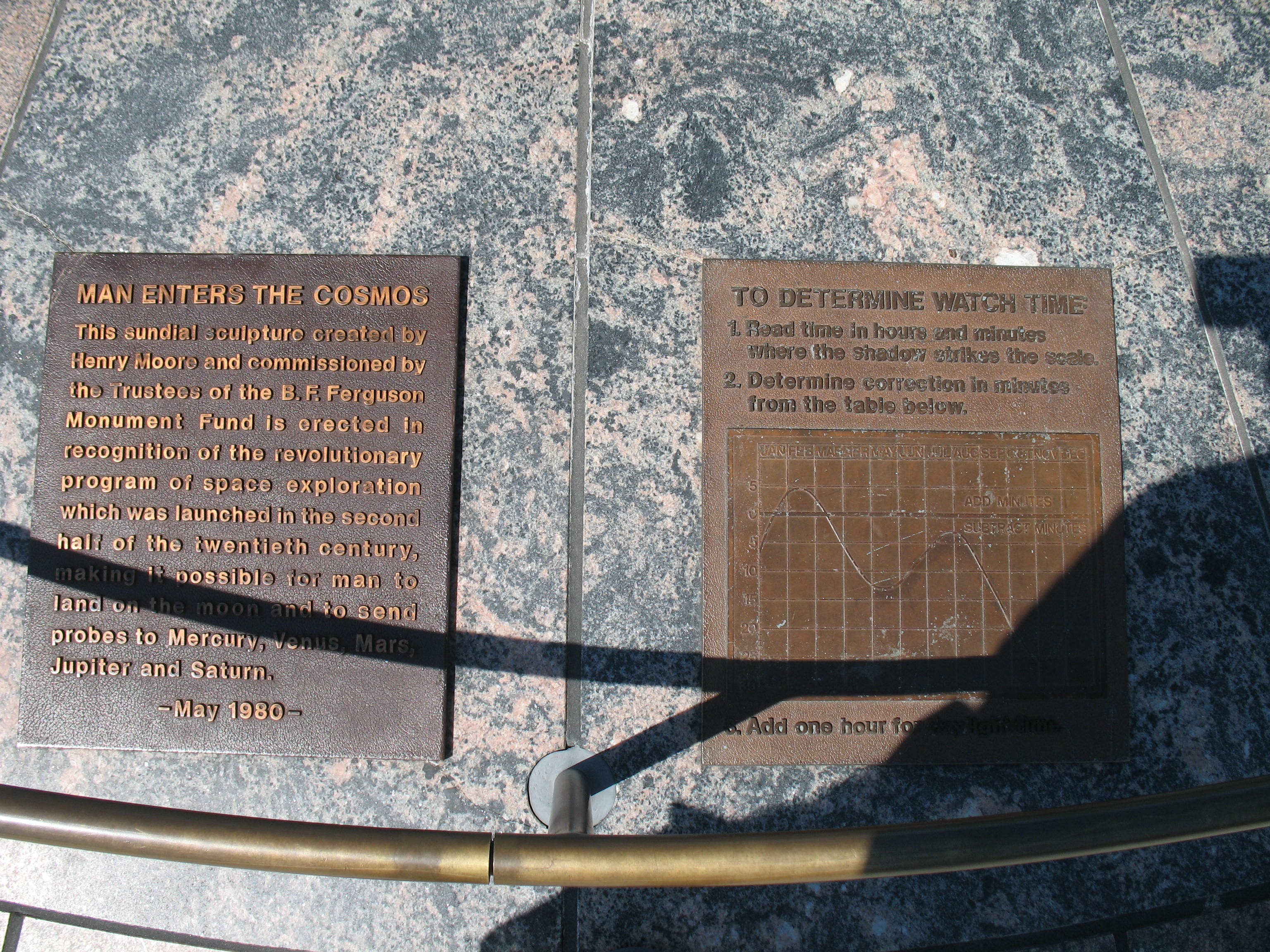
Plaques explicatòries de l'escultura Man Enters the Cosmos, a Chicago